# Gerda Holmes

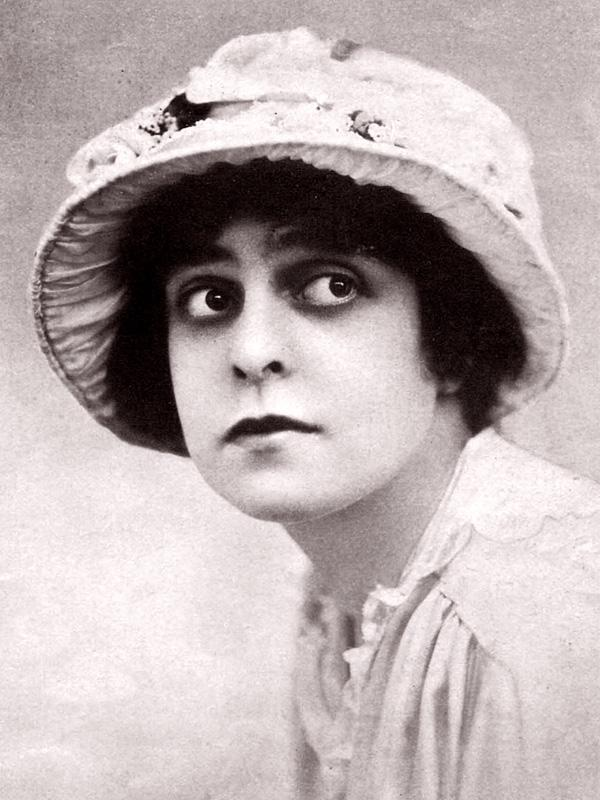

Gerda Holmes, née Gerda Helen Elfrida Henius (2 de abril de 1891 – 11 de octubre de 1943), fue una actriz de la época del cine mudo y en el teatro. Tuvo papeles importantes en numerosas películas, entre ellas The Fable of Elvira and Farina and the Meal Ticket (1915) y The Iron Ring (1917) con Arthur Ashley.
Holmes era danesa Su abuelo dirigió el Teatro Real de Copenhague durante más de dos décadas, y su padre era doctor en Chicago.[cita requerida] Estudió música en Dinamarca, donde empezó a actuar a los 14 años. Su primer matrimonio fue con Rapley Holmes.
La portada del número de diciembre de 1916 de la revista The Masses presentaba un retrato "elegante y muy moderno" de Holmes realizado por Frank Walts.

## Filmografía seleccionada

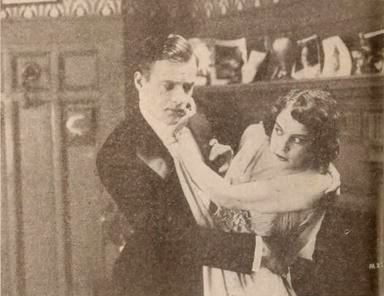
Con Arthur Ashley en The Iron Ring (1917)

- The Family Honor (1917)

| Año  | Título                                             | Papel                                       | Notas                                            | Fuente |
| ---- | -------------------------------------------------- | ------------------------------------------- | ------------------------------------------------ | ------ |
| 1913 | Robin Hood                                         | Marian                                      | Película muda protagonizada por William Russell  | [ 8 ]  |
| 1915 | The Ambition of the Baron                          |                                             |                                                  |        |
| 1915 | The Fable of Elvira and Farina and the Meal Ticket |                                             |                                                  |        |
| 1916 | The Gilded Cage                                    | Queen Vesta                                 |                                                  | [ 9 ]  |
| 1916 | Friday the 13th                                    | Beulah Sands                                |                                                  |        |
| 1916 | His One Big Chance                                 |                                             | Protagonizada por Willard Mack y Clara Whipple   |        |
| 1916 | Husband and Wife                                   |                                             | Protagonizada por Ethel Clayton y Holbrook Blinn |        |
| 1916 | The Chain Invisible                                | Anne Dalton                                 |                                                  | [ 10 ] |
| 1917 | The Man Who Forgot                                 | La mujer, también conocida como Mary Leslie |                                                  | [ 11 ] |
| 1917 | The Iron Ring                                      | Bess Hulette                                |                                                  | [ 12 ] |
| 1917 | A Hungry Heart                                     | Louis Bregard                               |                                                  | [ 13 ] |